# あさひチェリーバス

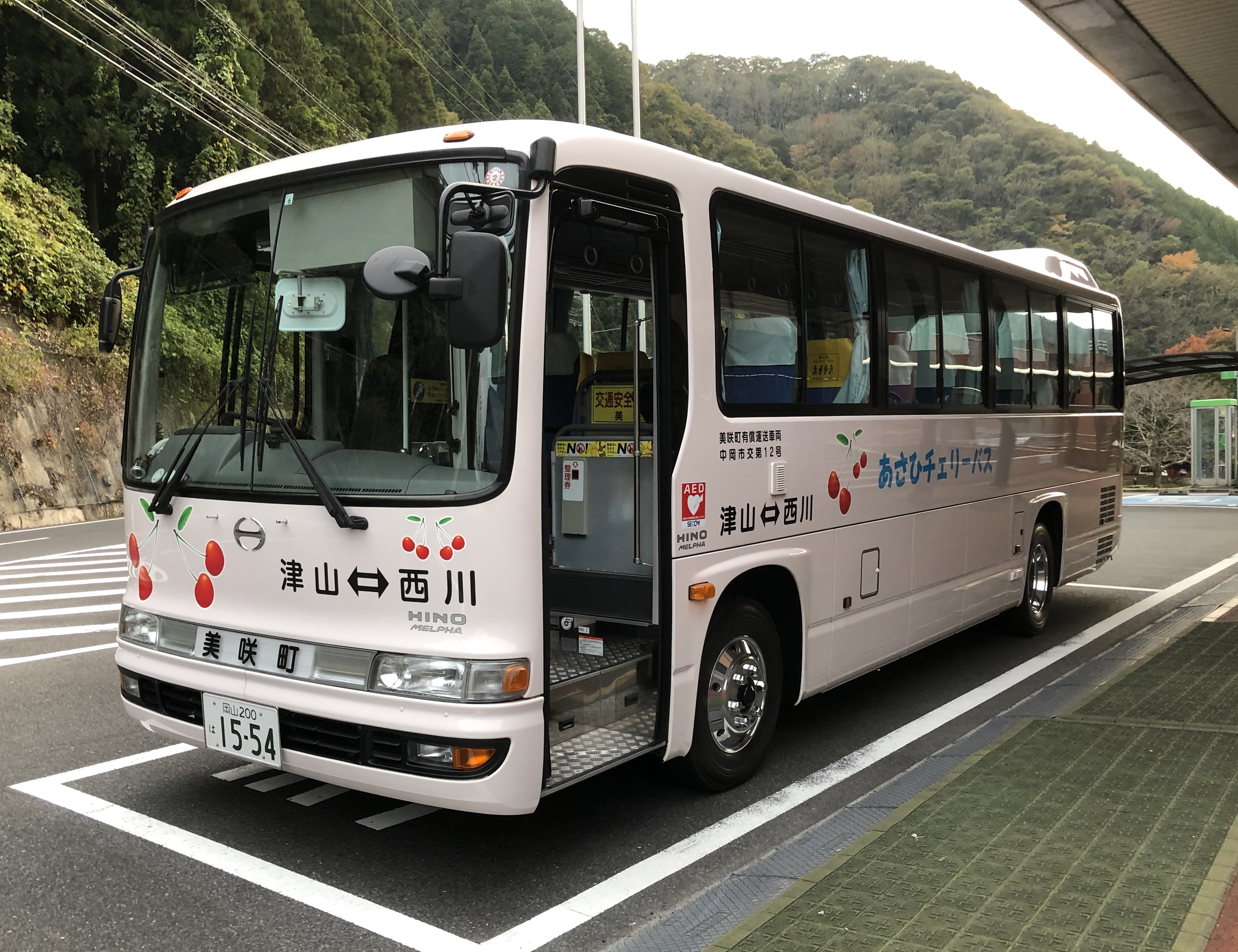
あさひチェリーバスの車両

あさひチェリーバスは、岡山県津山市・久米郡美咲町で運行しているコミュニティバス。津山市・美咲町が構成する協議会（津山・西川線共同バス運行対策協議会）に基づき運営されている。
中鉄バスの津山 - 西川線が2003年8月限りで廃止されたことを受け、同年9月1日から運行を開始した。当初協議会は津山市・中央町・旭町・久米町から成っていたが、市町村合併により現在の構成となった。

## 概要
- 津山駅から旧・旭町中心部の西川までの33.1kmを、国道429号経由で結ぶ。
- 運行形態は、道路運送法の規定に基づく自家用自動車（白ナンバー車）による有償運送での運行である。
- 同協議会が有本観光バスに運行を委託している。
- 鉄道路線とは佐良山駅（津山線）、津山駅で接続している。
- 運賃は距離制。定期券・回数券は中鉄北部バスと共用だが、バスカードは使えない。全線を乗り通しても300円と、低廉に押さえられている。
- 1日4往復（休日は3往復）。
- 西川 - 佐良山駅口間はフリー乗降区間となっている。

## 路線
詳細な運行案内は、#外部リンクのあさひチェリーバスを参照のこと。
（停留所名）は一部の便のみ停車。
- 津山駅 - 大手町 - （市役所西 - 市役所衆楽園前 - 津山東高校） - 裁判所前 - 法務局前 - 奴通商店街入口 - 南小口 - （津山第一病院） - 佐良山駅口 - 錦織 - 戸脇 - 桑村上 - 油木上 - （休乢） - 西川
- 西川 → 休乢 → 油木上 → 桑村上 → 戸脇 → 錦織 → 佐良山駅口 → 南小口 → 津山駅 → 大手町 → 市役所西 → 市役所衆楽園前 → 津山東高校 → 裁判所前 → 法務局前 → 奴通商店街入口 → 津山駅
- 西川 → 油木上 → 桑村上 → 戸脇 → 錦織 → 佐良山駅口 → 南小口 → 津山駅

## 車両

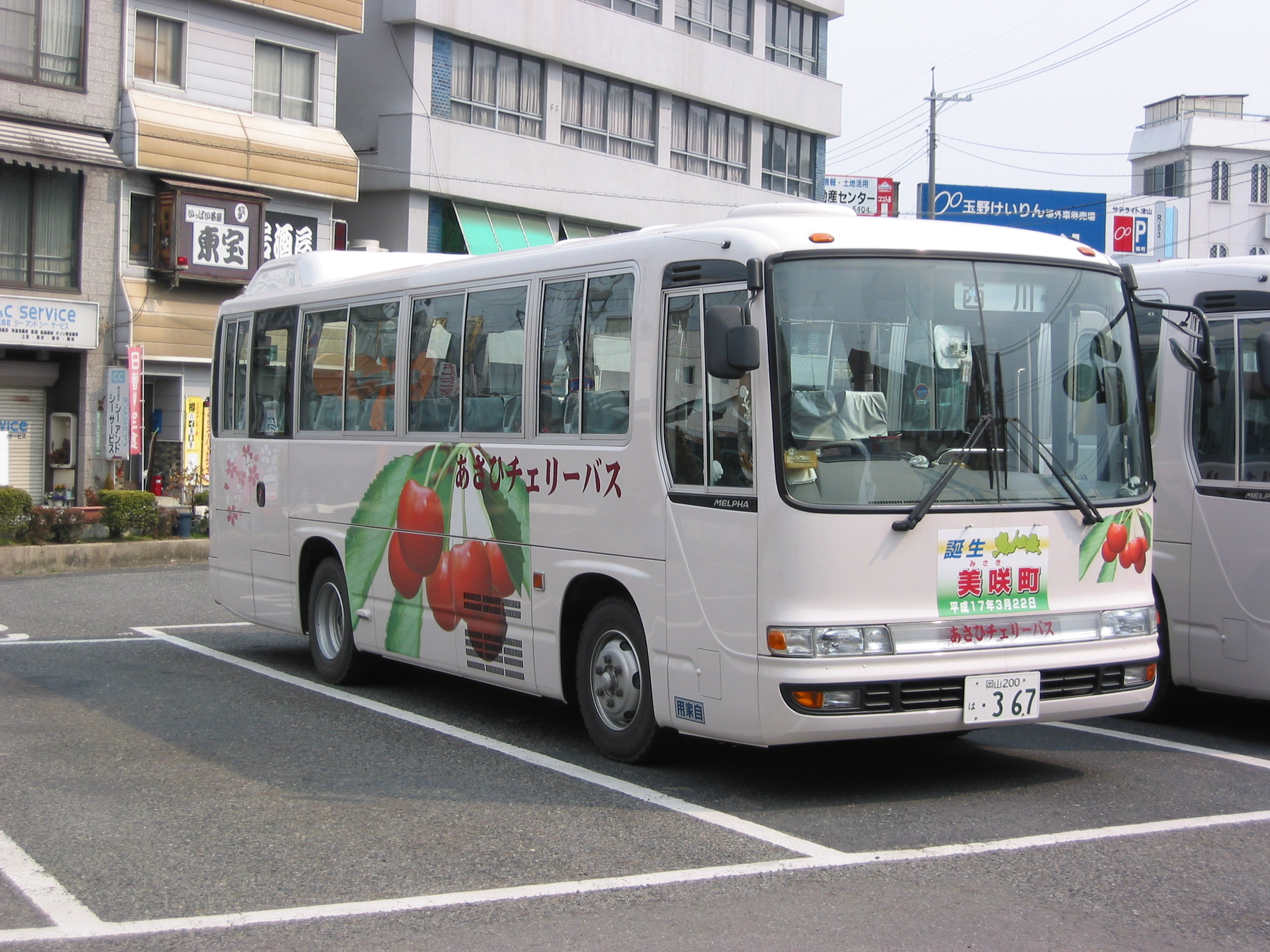
過去に使用されていた車両

- 中型バス（日野・メルファ）で運行。